# Пуща (Белыничский район)
Пуща — упразднённый посёлок, входивший в состав Головчинского сельсовета Белыничского района Могилёвской области Белоруссии. Посёлок упразднён в 2015 году.

## Географическое положение
Ближайшие населённые пункты: Лещевник, Торгонщина, Ветка, Большой Кудин.